# 耶馬日田英彦山国定公園
耶馬日田英彦山国定公園（やばひたひこさんこくていこうえん）は九州北東部にある国定公園である。大分県、福岡県、熊本県にまたがり、耶馬渓、日田盆地界隈及び英彦山が指定区域となっている。

## 概要
佐渡弥彦国定公園（現佐渡弥彦米山国定公園）、琵琶湖国定公園と共に1950年（昭和25年）7月に、国内で初めて指定された国定公園の1つである。（ただし正式な指定日は7月29日であるため、琵琶湖国定公園の7月24日よりも遅い。）
耶馬渓は頼山陽によって天下の奇勝とされ名を轟かせた景勝地であり、競秀峰などを見所とする国内有数の渓谷。また、その上流には異なる景観を誇る深耶馬渓、裏耶馬渓、奥耶馬渓などがあり、古来耶馬十渓が知られてきた。
日田は江戸時代より天領として林業が推奨され、杉の美林が知られるほか、水郷、また中津江村区域の鯛生金山など金鉱山跡地で知られる。指定区域は日田盆地、その東方の玖珠盆地の界隈と大山川上流一帯であり、代表的な景勝地として溶岩台地の万年山がある。また、熊本県はほんの一部がかかっているに過ぎないが、杖立温泉は同公園内にある。
英彦山は古くから霊験あらたかな山として修験道の聖地であった。現在も手付かずの自然林が残されており、また周囲には英彦山神宮が鎮座するほか、神仏習合の名残を残す古刹の跡が点在する。

## 火山
万年山、耶馬渓、国見山、英彦山
英彦山火山群、国見山の放射谷。南北とも約40kmの「複合火山体」。活動した期間は新生代新第三紀の中新世（約700万年前）から鮮新世（約400万年前）。南北南北とも約40kmの「複合火山体｣。英彦山火山群放射谷地形図。

## 主な景勝地

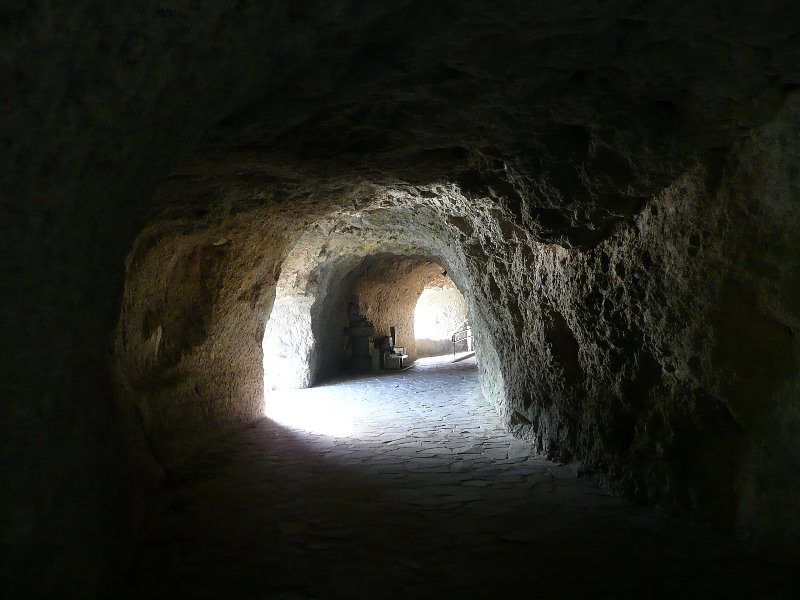
耶馬溪・青の洞門
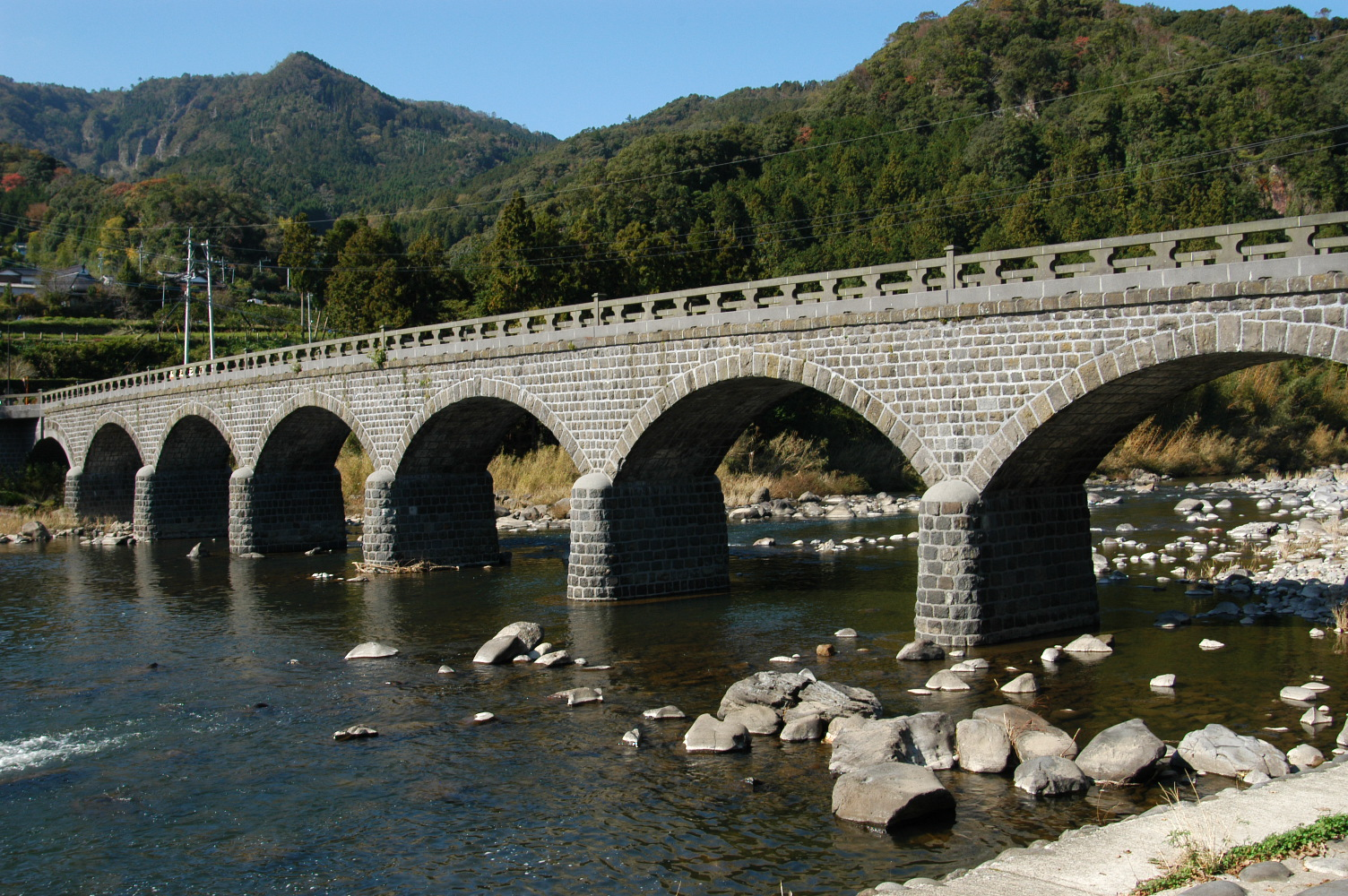
耶馬溪橋
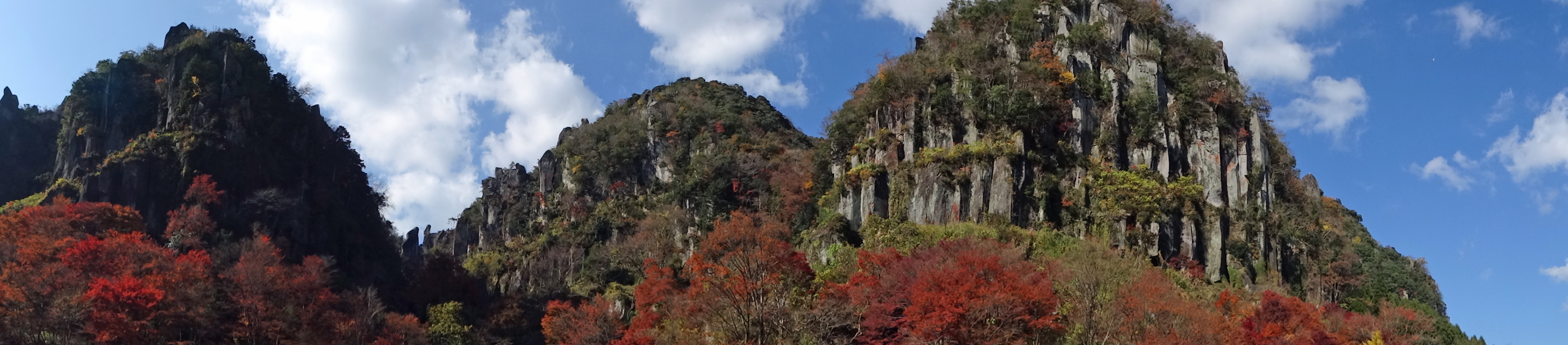
深耶馬溪、一目八景
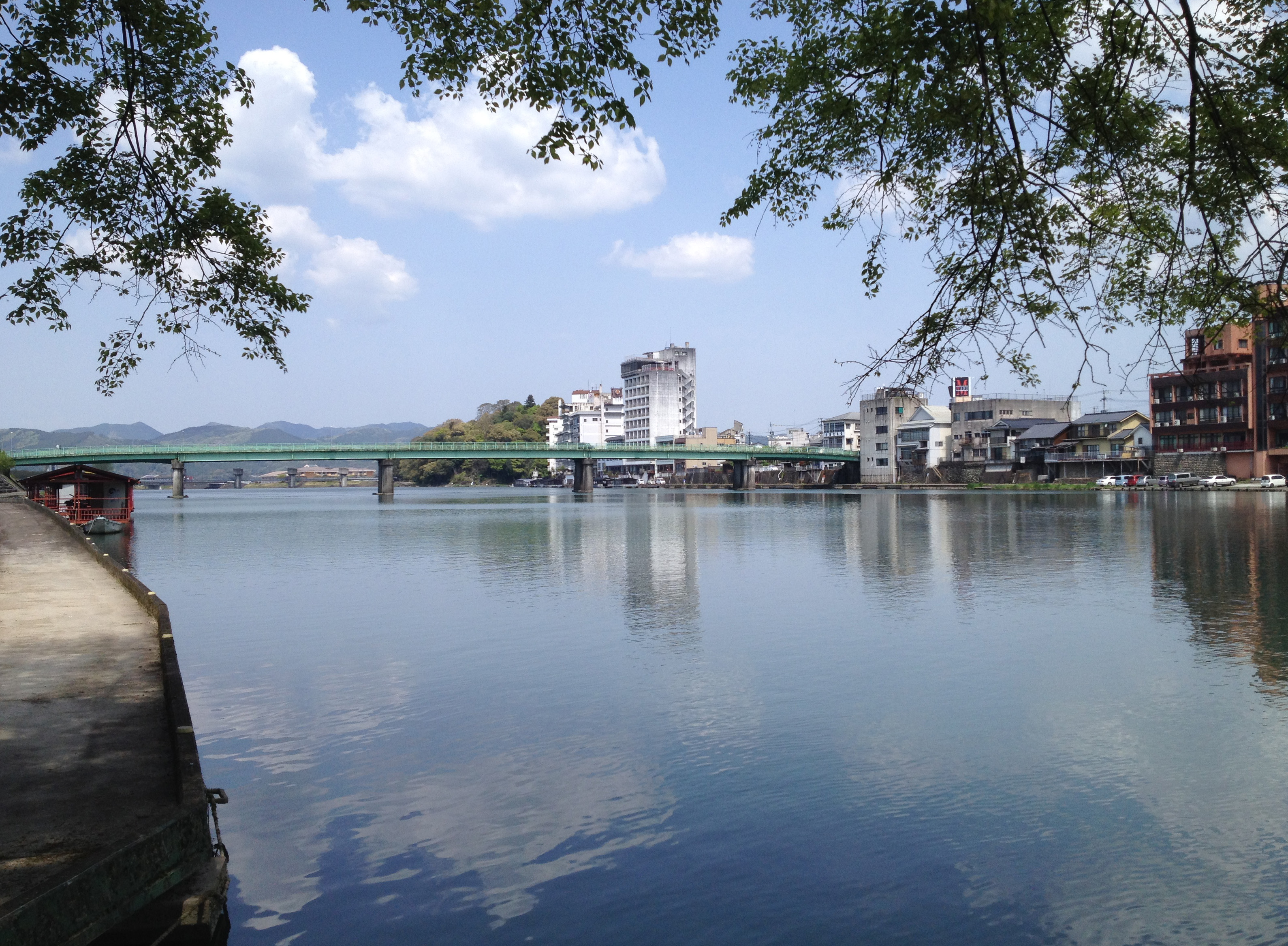
三隈川と日田温泉街
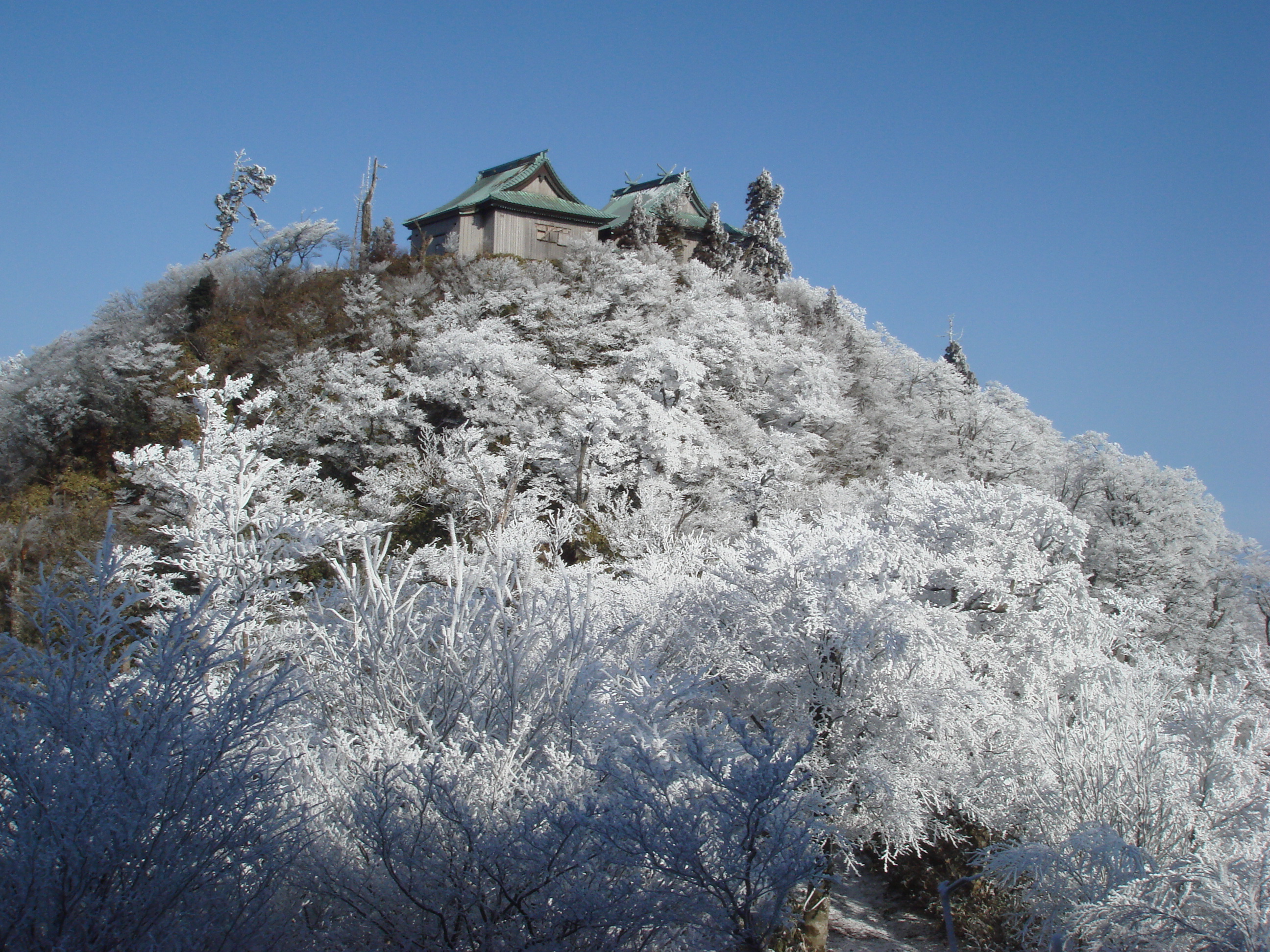
英彦山神宮上津宮

- 耶馬渓
  - 本耶馬渓
    - 青の洞門
    - 耶馬渓橋

  - 深耶馬渓
  - 裏耶馬渓
  - 奥耶馬渓
- 日田周辺
  - 日田盆地（日本二十五勝）
  - 万年山（大分百山）
- 筑紫山地
  - 英彦山
  - 求菩提山

- 耶馬溪・青の洞門
- 耶馬溪橋
- 深耶馬溪、一目八景
- 三隈川と日田温泉街
- 英彦山神宮上津宮

## 発行物

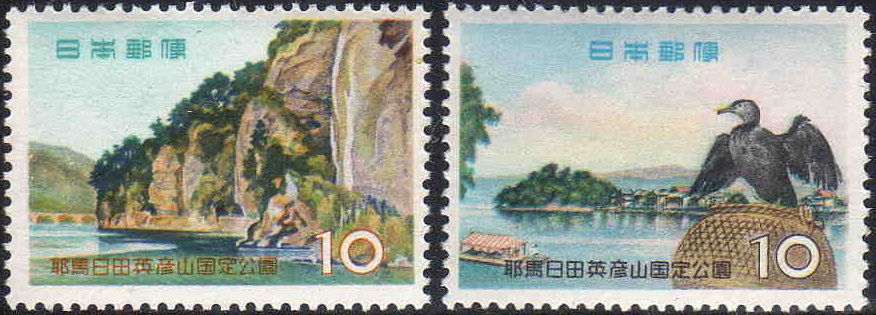
国定公園切手（1959年）

郵政省（現在の日本郵政）は、国定公園切手シリーズのひとつとして、1959年9月25日に青の洞門と三隅川の鵜飼いを描く切手を発行している。また1999年2月1日にふるさと切手として青の洞門と競秀峰を描く切手も発行されている。